# 北風與太陽

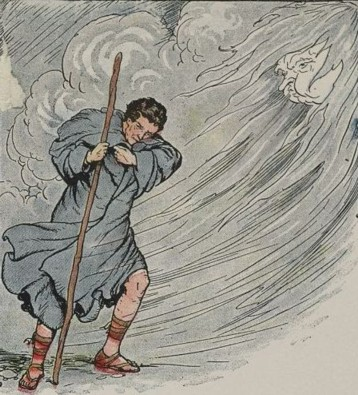
北風試圖讓旅人脫下斗篷。圖為米羅·溫特爾為1919年一本伊索寓言集畫的插圖。

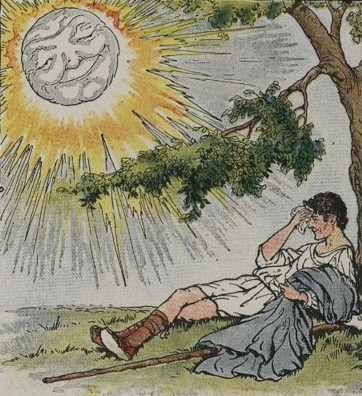
太陽讓旅人脫下了斗篷。本圖也是米羅·溫特爾的作品。

北風與太陽是伊索寓言之一，故事內容是北風與太陽舉行一場比賽決定誰的力量比較強，能讓路過的旅人脫下斗篷。北風越是用力吹，旅人就把自己包得越緊。然而，當太陽溫暖地照耀時，旅人因為悶熱而不得不脫下斗篷。
該故事寓指，與其全力控制對方，不如放手使對方心悅誠服。

## 用於語音記錄的示範
這則寓言也因為用於示範多種語言的語音記錄而知名。在《國際語音學會手冊》（Handbook of the International Phonetic Association）和《國際語音學會期刊》（Journal of the International Phonetic Association）中，每種被描述的語言都會附上翻譯成該種語言的「北風與太陽」和國際音標記音。
書面語寫法
有一次，北風和太陽正在爭論誰比較有本事。他們正好看到有個人走過，那個人穿著一件斗篷。他們就說了，誰可以讓那個人脫掉那件斗篷，就算誰比較有本事。於是，北風就拚命地吹。怎料，他吹得越厲害，那個人就越是用斗篷包緊自己。最後，北風沒辦法，只好放棄。接著，太陽出來曬了一下，那個人就立刻把斗篷脫掉了。於是，北風只好認輸了。

## 在比較語言學中
也有人建議在比較語言學中將「北風與太陽」作為雙語對照時使用的文本，因為它的語言比主禱文（傳統上使用的對照文本）更自然。

## 在流行文化中

### 美國
- 1996年電影《天使不設防（英语：Michael (1996 film)）》中，約翰·屈伏塔飾演的天使用這則寓言解釋自己為什麼會在地球上。
- 2002年依據詹姆斯·希爾頓小說Goodbye, Mr. Chips（英语：Goodbye, Mr. Chips）翻拍的電視電影《萬世師表》中，齊普斯先生的妻子凱撒琳試圖以這則寓言說服年老的校長，使他相信打孩子並不能防止他們做出不端正的行為。
- 北風是Vertigo（英语：Vertigo (DC Comics)）出版社的漫畫《寓言》（Fables（英语：Fables (comics)））中的角色，他是其中一位主角Bigby Wolf的父親。

### 日本
- E-girls、久保田利伸、德永英明 、HEART BAZAAR、YeLLOW Generation等藝人都有名為「北風與太陽」的歌曲。
- 《海貓鳴泣時》的第三章中，貝阿朵使用了「北風和太陽」的策略。

### 臺灣
- 2017歌手黃鴻升（小鬼）也推出一首名為 《北風和太陽》的情歌。
- 在由阮光民所著的《用九柑仔店》第五集漫畫中，楊俊龍用了北風與太陽的寓言來解釋他與陳昭君以及陳昭君與她媽媽玉雲的關係。

## 註
1. ↑  （日）永松茂久著；陈智慧译,高效倾听  成功人士的38种倾听技巧,中国科学技术出版社,2023.04,第88页